# La gata (película de 1956)
La gata es una película española de 1956 dirigida y producida por Margarita Alexandre y Rafael M. Torrecilla, y protagonizada por Aurora Bautista y Jorge Mistral.
Se trata de la primera película rodada en Cinemascope en el cine español y se encargó de su fotografía en color (Eastmancolor) el experto director de fotografía Juan Mariné.
La gata es la tercera película dirigida al alimón por el tándem que formaron Margarita Alexandre y Rafael M. Torrecilla antes de embarcarse en la aventura que les llevó a la Cuba revolucionaria.
En USA la película se estrenó en 1958 con el título "El Vaquero and the Girl".

## Sinopsis breve
María (Aurora Bautista), apodada "La gata", es la hija del mayoral de un cortijo andaluz pretendida y deseada por varios hombres. Pero ella sólo tiene ojos para Juan (Jorge Mistral), un apuesto domador de caballos que tiene fama de mujeriego y que sueña con ser torero.

## Reparto
- Aurora Bautista ... María "La gata"
- Jorge Mistral ... Juan
- José Nieto ... Manuel, el mayoral
- Nani Fernández ...  Carmen
- José Guardiola ... Pascual
- Felipe Simón ... Joselillo
- José Sepúlveda ... Conocedor
- Francisco Arenzana ... Jornalero
- Santiago Rivero ... Sargento Guardia Civil
- Rafael Calvo Revilla ...
- Tomás Torres ... Perico
- Manuel Aroca
- María Saco
- Alberto San Martín
- Antonio García Quijada
- Juan Segovia
- María Estrella
- Manuel Regueira
- Paco Martínez
- Mariano Martín Carriles
- Guillermo Méndez

## Producción
La película fue rodada en Andalucía, concretamente en las localidades de Jérez de la Frontera, Medina-Sidonia, Alcalá de los Gazules, Laguna de la Janda, "Jandilla", Arcos, Utrera y Sevilla.  
"...'La gata' estaba ambientada en la Baja Andalucía, en la tierra de las marismas y fue rodada en localizaciones naturales de la finca del ganadero Álvaro Domecq, quien también colaboró como asesor taurino. Como resultado, la película tiene un sabor inequívocamente realista, no exento de poesía con resonancias lorquianas gracias a la presencia del cante jondo en la banda sonora y a las escenas nocturnas en las que la tragedia acecha a los personajes en su deambular por parajes naturales a la luz de la luna". Sonia García López
La pareja artística de Margarita Alexandre y Rafael M. Torrecilla, directores y productores, que además eran pareja sentimental, se repartían las funciones centrándose Margarita más en la parte actoral y Rafael más en la parte técnica junto a Juan Mariné.
En la banda sonora figuran el compositor Miguel Asins Arbó; los guitarristas: Manuel Hernández y Aureo Herrero y los cantaores: Juan Varea y Perico «El del lunar».